# JTV 현장다시보기
JTV 현장다시보기는 대한민국의 전주방송(JTV)에서 제작·방영하는 시사 프로그램이다.